# Enrico Gatti
Enrico Gatti (Perugia, 13 dicembre 1955) è un violinista italiano.

## Biografia

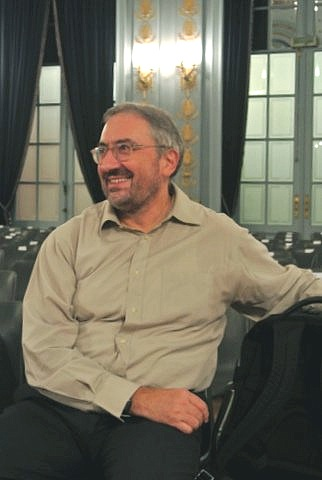
Enrico Gatti 2016

Nato nel 1955 a Perugia, Enrico Gatti ha studiato con Arnaldo Apostoli (membro dei Musici e allievo di Remy Principe, Gioconda De Vito) ed Alfredo Fiorentini (allievo a Bruxelles di André Gertler). Dopo il diploma in violino si è dedicato allo studio del repertorio del sei-settecento. Allievo di Chiara Banchini, ha ottenuto presso il Conservatoire Populaire de Musique di Ginevra il diploma di violino barocco e quello della Società svizzera di pedagogia musicale; si è perfezionato poi sotto la guida di Sigiswald Kuijken presso il Conservatorio Reale dell'Aia.
Nel corso della sua attività concertistica si è esibito in tutta l'Europa, in Canada, negli U.S.A., nell'America del Sud, in Russia, in Giappone, in Corea e in Australia, collaborando fra l'altro con La Petite Bande, l'Ensemble 415, il Concerto Palatino, Hespèrion XXI, La Real Cámara, come primo violino di Les Arts Florissants, Les Talens Lyriques, Taverner Players, The King's Consort, Ricercar Consort, Bach Collegium Japan, Ensemble Accordone, Accademia W. Hermans, Concerto Köln e ARTEK (New York), De Nederlandse Bach Vereniging e Les Muffatti (Bruxelles), oltre che con direttori come Gustav Leonhardt e Ton Koopman.
Dirige l'ensemble "Aurora", da lui fondato in Italia nel 1986, un complesso costituito da un numero di elementi variabile che suona musica barocca, preclassica e classica nello stile dedotto dalla ricerca filologica sulla prassi esecutiva del XVII e del XVIII secolo. Ha al suo attivo numerose incisioni per Harmonia Mundi, Deutsche Harmonia Mundi, Accent e Ricercar (Belgio), Fonit Cetra, Tactus e Symphonia (Italia), Arcana ed Astrée (Francia), Glossa (Spagna), oltre a registrazioni per la radio italiana, francese, svizzera, spagnola, olandese, belga, tedesca, svedese, finlandese, russa, canadese e americana.
Le sue incisioni sono state spesso segnalate dalla critica specializzata, ed hanno vinto fra gli altri il Premio internazionale del disco “Antonio Vivaldi” (1993 e 1998) e più volte il “Diapason d'or”. È impegnato in una costante attività di ricerca ai fini della riscoperta e valorizzazione del patrimonio musicale italiano ed è membro della Commissione Scientifica che cura l'edizione nazionale dell'opera omnia di Alessandro Stradella, istituita dal Ministero per i Beni Culturali.
Enrico Gatti ha svolto nel corso degli anni una notevole attività didattica, avendo insegnato violino barocco presso il Conservatorio di Tolosa, il Conservatoire Populaire de Musique di Ginevra, la Schola Cantorum Basiliensis, la Scuola di Musica di Fiesole, la Civica Scuola di Musica di Milano e i conservatori di Roma, Milano, Novara e Piacenza; è attualmente docente al Conservatorio Reale dell'Aia e titolare della cattedra di violino barocco presso il Conservatorio “G.B. Martini” di Bologna. Il suo insegnamento è basato sulla antica tradizione violinistica italiana dei secoli XVII e XVIII ed attira allievi da ogni parte del mondo. La sua collaborazione in qualità di docente è stata richiesta da istituti come i conservatori di Parigi, Lione, Bordeaux, Madrid, Amsterdam e Utrecht, la Hochschule für Musik di Trossingen, la University of British Columbia, University of Texas, l'Università di Salamanca e l'Accademia Musicale Chigiana di Siena, oltre che dai corsi di Urbino, Pamparato, Erice, Venezia, Lanciano, Barbaste (Francia), Spa (Belgio), Béjar (Spagna), Szombathely (Ungheria), Amherst (U.S.A.).
Ha figurato fra i membri della giuria dei concorsi di musica antica di Bruges (1993), Brescia (1995) Rovereto (1997 e 1998), “Symphonia en Perigord” (1998) e "Ruspoli" 2012 ed è stato dal 1997 al 2005 direttore artistico dei corsi internazionali di Urbino. Nel 2010 è stato presidente di giuria del Premio Bonporti a Rovereto e nel 2014 del 6º Concorso Internazionale "Principe Francesco Maria Ruspoli".
Enrico Gatti suona su strumenti originali del '600 e del '700.